# Тыркашени
Тыркаше́ни (болг. Търкашени) — село в Болгарии. Находится в Великотырновской области, входит в общину Елена. Население по последней переписи — 17 человек (2021).

## История
По первой после обретения Болгарией независимости переписи 1880 года село было учтено как колиба Тыркашени общины Блысковци Еленской околии округа Тырново, население было учтено вместе с селом Блысковци. По переписи 1887 года местность имела уже статус махалы.
По переписи 1892 года в махале Тыркашени было 34 здания. По переписи 1900 года местность опять имела статус колибы, здесь было 35 зданий. По переписи 1905 года — 34 здания, а в 1910 году — 36 зданий.
По переписи 1920 года в колибе было 36 зданий и 36 домохозяйств. По переписи 1926 года — 37 зданий и 38 домохозяйств. В 1934 году — колиба Тыркашени общины Елена Еленской околии Плевенской области, в которой по переписи было 37 домохозяйств в 38 жилых зданиях.
С 1949 года — в составе общины Елена Еленской околии Горнооряховского округа. В 1959 году околии были ликвидированы, и колиба вошла в состав общины Елена Тырновского, с 1979 года — Великотырновского округа. В 1995 году получила статус села.
С 1987 года — в Ловечской области, а с 1999 года — в Великотырновской области.
С начала XX века население уменьшалось, но с 2010-х вновь стало расти. Появилось несколько гостевых домов.

## Население
| 1887 | 1892 | 1900 | 1905 | 1910 | 1920 | 1926 | 1934 | 1946 | 1956 | 1965 | 1975 | 1985 | 1992 | 2001 | 2011 | 2021 |
| ---- | ---- | ---- | ---- | ---- | ---- | ---- | ---- | ---- | ---- | ---- | ---- | ---- | ---- | ---- | ---- | ---- |
| 181  | 182  | 192  | 200  | 195  | 181  | 168  | 148  | 123  | 89   | 43   | 22   | 13   | 15   | 9    | 2    | 17   |

### Национальный состав
В течение пяти переписей 1887—1910 годов все переписанные были болгарами.

### Возрастно-половой состав
По переписи 2021 года в селе проживало 17 человек (9 мужчин и 8 женщин), по переписи 2011 года — 2 человека (один возрастом от 75 до 79 лет и один возрастом от 80 до 84 лет).
| Мужчин | Возраст | Женщин |
| ------ | ------- | ------ |
| 0      | 85+     | 1      |
| 0      | 80—84   | 0      |
| 1      | 75—79   | 2      |
| 4      | 70—74   | 3      |
| 1      | 65—69   | 1      |
| 0      | 60—64   | 0      |
| 1      | 55—59   | 0      |
| 1      | 50—54   | 1      |
| 0      | 45—49   | 0      |
| 0      | 40—44   | 0      |
| 0      | 35—39   | 0      |
| 0      | 30—34   | 0      |
| 0      | 25—29   | 0      |
| 0      | 20—24   | 0      |
| 0      | 15—19   | 0      |
| 1      | 10—14   | 0      |
| 0      | 5—9     | 0      |
| 0      | 0—4     | 0      |

## Политическая ситуация
Тыркашени подчиняется непосредственно общине и не имеет своего кмета.
Кмет (мэр) общины Елена — Дилян Стефанов Млозев (ГЕРБ) по результатам выборов в правление общины.